# Ghiacciaio Langflog
Il ghiacciaio Langflog (letteralmente, in norvegese: lungo muro di roccia) è un ghiacciaio lungo circa 14 km situato sulla costa della Principessa Marta, nella Terra della Regina Maud, in Antartide. Il ghiacciaio, il cui punto più alto si trova a circa 2220 m s.l.m., si trova in particolare nei monti Mühlig-Hofmann, e fluisce verso nord scorrendo tra il monte Hochlin e la scarpata Langfloget.

## Storia
Il ghiacciaio Langflog è stato mappato per la prima volta da cartografi norvegesi grazie a fotografie aeree scattate nel corso della sesta spedizione antartica norvegese, 1956-60, spedizione che lo ha anche battezzato con il suo attuale nome.